# Malachias Siebenhaar
Malachias Siebenhaar  (6. března 1616, Chřibská, Habsburská monarchie – 6. ledna 1685, Magdeburg, Braniborsko-Prusko) byl německý skladatel církevní hudby českého původu.

## Život
Malachias Siebenhaar se narodil 6. března 1616 v severočeské Chřibské jako syn evangelického faráře. Vzhledem k válečným událostem se musela celá rodina vystěhovat do Budyšína. Gymnázium absolvoval v Zerbstu. Pak odešel do střediska luteránství, na univerzitu ve Wittenbergu, kde v letech 1637–1641 vystudoval evangelickou teologii. Během studií se spřátelil s německým básníkem a spisovatelem Philippem von Zesen, s nímž později rozvinul mnohostrannou spolupráci. Po ukončení svého studia působil krátce jako kantor v hanzovním městě Tangermünde.
V letech 1644 až 1651 byl pověřen vedením městské a chrámové hudby na městské škole v Magdeburgu. Po té se na vlastní žádost ujal fary v saské obci Nischwitz (Thallwitz). V roce 1656 byl dosazen na post druhého kazatele v kostele sv. Oldřicha a Levina v Magdeburgu, kde mohl plně rozvinout svůj talent autora příležitostných, světských a církevních skladeb.
Siebenhaar zkomponoval mnohá moteta a hodně jeho kompozic včlenil Zesen do svých sbírek písní. Během spolupráce s Philippem von Zesen se Siebenhaar seznámil s řadou spisovatelů a umělců a byl rovněž členem jím založeného jazykového spolku Deutschgesinnte Genossenschaft.

## Dílo
- Clangor tubae Sionis Magdeburgicae (1644–1651)
- Himmel-Steigendes Danck-Opffer (1665)
- Philipp von Zesen: FrühlingsLust oder Lob-, Lust- und Liebeslieder (1642) (některé skladby jsou od Siebenhaara)
- Philipp von Zesen: Himmlische Kleio (1641) (některé skladby jsou od Siebenhaara)
- Philipp von Zesen: Dichterisches Rosen- und Liljen-Thal (1670) (některé skladby jsou od Siebenhaara)
- Philipp von Zesen: Lehr-Gesängen von Kristus Nachfolge und Verachtung aller eitelkeiten der Welt (1675) (některé skladby jsou od Siebenhaara)

## Diskografie
- Abschiedslied ; Schertzlied. In: Hamburger Barock. Johann Sommer, Malachias Siebenhaar, William Brade, Gottlieb Kristian Nüssler, Johann Schop, Dietrich Becker, Reinhard Keiser, Johann Valentin Görner, Georg Philipp Telemann ; Tuula Nienstedt (kontraalt) ; Andrew Lawrence-King (barokní harfa) ; Stephen Stubbs (loutna). Hamburg : Ambitus, [℗1989] 1 CD
- An die übermenschliche schöne Himmelshulde, als Er Sie auf der Lauten spielen hörete. In: Eternal Love : 17th Century German Lute Songs.  Gabriel Voigtländer, Christoph Bernhard, Heinrich Albert, Thomas Selle, Jakob Kremberg, Andreas Hammerschmidt, Constantin Christian Dedekind, Johann Nauwach, Kaspar von Stieler, Malachias Siebenhaar ; Martin Hummel (baryton) ; Karl-Ernst Schröder (loutna). Naxos, ℗2002 1 CD